# Das Tagebuch des täglichen Wahnsinns
Das Tagebuch des täglichen Wahnsinns war eine Satiresendung von Claus von Wagner aus dem Programm von Bayern 3.

## Inhalte
Claus von Wagner gibt einen kurzen, satirischen Wochenrückblick: Das Tagebuch ist meine persönliche, schnelle Form der Wochenbewältigung. Viele Dinge fliegen nur so vorbei, sind am Tag der Ausstrahlung schon nicht mehr aktuell. Der Bayerische Rundfunk gibt mir nur zwei Minuten pro Woche; ich habe aber immer Stoff für drei Minuten. Deshalb rede ich so schnell! Ich kann nichts dafür!

## Ausstrahlung
Die Radiosendung wurde jeden Mittwoch zwischen 9.00 und 12.00 Uhr (Bayern 3 am Vormittag) und zwischen 16.00 und 19.00 Uhr (Bayern 3 – Ab in den Feierabend) gesendet. Sie war außerdem als Podcast erhältlich.

## Episodenliste
| Erstausstrahlung | Leitmotiv | Dauer (Min:Sek) |
| ---------------- | --- | --------------- |
| 20.05.2015       | Greenwashing Gut, dass es auch fürs Greenwashing einen Experten gibt! | 02:20           |
| 13.05.2015       | Urlaubsreif Nach drei Wochen Pauschalurlaub in ist erst einmal Urlaub angesagt.                                                                                           | 02:20           |
| 06.05.2015       | Bahnstreik Unterwegs mit der Bahn oder auch nicht! | 02:04           |
| 29.04.2015       | Moderne Technik Die moderne Technik kann einen zur Verzweiflung bringen. ;-)                                                                                              | 01:35           |
| 22.04.2015       | Bekanntheit So ein Promi hat’s im Leben nicht immer einfach ;-) | 01:50           |
| 15.04.2015       | TTIP TTIP kommt! Was kommt?? Es ist DAS Helene Fischer der politischen Themen!! Klar;-)                                                                                   | 02:34           |
| 08.04.2015       | Osterhase ist arbeitslos Der Osterhase ist jetzt arbeitslos… und nun ??? :)                                                                                               | 01:56           |
| 02.04.2015       | Ostern Ein kleiner Ausblick auf den Ostersonntag. :) | 02:02           |
| 26.03.2015       | Arbeit im 21. Jahrhundert Workplace, Changemanagement, Teambuildingevent, Clean-Desk-Prinzip & Performanceboard - für welche Arbeit aber?                                 | 02:37           |
| 18.03.2015       | Hundehaufen Jeder hat mal Probleme mit der "Verdauung".. ;-) | 02:28           |
| 11.03.2015       | Freihandelsabkommen Ein paar positive Gedanken zum Freihandelsabkommen können doch nicht schaden.                                                                         | 02:35           |
| 04.03.2015       | Bild und Griechenland Was Sie schon immer über Griechenland wissen wollten.                                                                                               | 02:34           |
| 25.02.2015       | Rechts von der CSU Rechts von der CSU und alles nur für die Demokratie.                                                                                                   | 02:39           |
| 18.02.2015       | Ein schöner Tag So ein schöner Tag! | 02:18           |
| 11.02.2015       | Positiv Denken Vielleicht wird der Alltag ja ein wenig schöner so … | 02:27           |
| 04.02.2015       | Ehrenamt Ein Ehrenamt macht sich einfach gut! | 02:02           |
| 28.01.2015       | Alltag im Büro Chef sein macht am meisten Spaß. | 02:25           |
| 21.01.2015       | Die Griechen wieder Schon wieder die Griechen … | 02:27           |
| 14.01.2015       | Satire nach Paris Satire ist auch in der Politik ganz groß angesagt. | 02:16           |
| 07.01.2015       | Jahresanfang Alles ganz anders! Oder etwa nicht? | 01:18           |
| 17.12.2014       | Weihnachtsgeschichte nach PEGIDA Die Weihnachtsgeschichte nach PEGIDA: lassen Sie sich überraschen!                                                                       | 02:41           |
| 10.12.2014       | Weihnachtseinkäufe Geschenke!!! | 02:21           |
| 03.12.2014       | Konsumverzicht Konsumverzicht an Weihnachten - nicht jedermanns Sache! | 02:24           |
| 26.11.2014       | Satire in Not Wenn schon die Satire in Not ist … | 02:22           |
| 19.11.2014       | Toleranz unter Nachbarn Auch unter Nachbarn ist Toleranz gefragt. | 02:25           |
| 12.11.2014       | Autobahn Viele volle Spuren … | 02:32           |
| 05.11.2014       | Klassentreffen Oh wie schön ein Klassentreffen ;-) | 02:12           |
| 29.10.2014       | Mietwagen Unterwegs mit dem Mietwagen, das ist ganz schön nervig! | 02:31           |
| 22.10.2014       | Bahnstreik Unterwegs mit der Bahn oder auch nicht! | 02:04           |
| 15.10.2014       | Elternabend Es ist mal wieder Zeit für jede Menge Elternabende… | 02:24           |
| 08.10.2014       | Eikonal BND und NSA haben zusammengearbeitet… Da stellen sich doch einige Fragen..                                                                                        | 02:28           |
| 01.10.2014       | TTIP Die Transatlantische Handels- und Investitionspartnerschaft - kurz TTIP. Jede Menge neue Gesetze und Regeln. Ob sich diese Regeln auch auf Fußball ausweiten lassen? | 02:21           |
| 24.09.2014       | Straßen-Kampf Der Krieg der Straßen führt zu Verwirrung und zu breiteren Straßen..                                                                                        | 02:03           |
| 17.09.2014       | Die Welt verändern Die Welt verändern… gar nicht so einfach wie sich zeigt                                                                                                | 02:02           |
| 10.09.2014       | NATO Generalsekretär Die Amtszeit von Anders Fogh Rasmussen ist vorbei … jetzt folgt das Fazit seiner Arbeit.                                                             | 02:29           |
| 03.09.2014       | Bundestagsdebatte Die Waffenlieferung an Kurden sorgt im Bundestag für viel Zünd- und Gesprächsstoff.                                                                     | 02:22           |
| 27.08.2014       | Restaurantkritik Das Szene-Restaurant bleibt in Erinnerung und nicht nur wegen der Speisen                                                                                | 02:32           |
| 20.08.2014       | Schlechtes Wetter Scheiß Wetter… auf die Wettervorhersagen ist auch kein Verlass.                                                                                         | 02:24           |
| 13.08.2014       | Abenteuerurlaub Wenn schon Urlaub, dann muss es schon ein Abenteuerurlaub sein.                                                                                           | 02:12           |
| 06.08.2014       | Urlaub daheim Oh - wie schön ist Urlaub daheim … oder etwa nicht! | 02:01           |
| 30.07.2014       | Tennis-Punktspiel Heute findet das letzte Tennis-Punktspiel statt, das zehrt an den Nerven.                                                                               | 02:28           |
| 23.07.2014       | Bankberater Ein wirklich netter Bankberater! Wirklich? | 02:30           |
| 16.07.2014       | Tagung So eine Tagung ist richtig anstrengend. | 02:35           |
| 02.07.2014       | Taxi Diese Taxifahrt gerät so schnell nicht in Vergessenheit! | 02:14           |
| 25.06.2014       | Deutschland gegen USA Ein ganz, ganz großes Thema: Deutschland gegen USA!                                                                                                 | 02:19           |
| 18.06.2014       | Beckenbauer Franz Beckenbauer und die Katar-Affäre… | 02:23           |
| 11.06.2014       | WM-Werbung Kreative WM-Werbung ist gefragt! | 02:14           |
| 04.06.2014       | BND BND - so was von geheim :-) | 02:19           |
| 28.05.2014       | Unterwegs … … erlebt unser Tagebuchschreiber einiges. | 02:21           |
| 21.05.2014       | BND Geheimdienstarbeit ist so aufregend – wirklich? | 02:13           |
| 14.05.2014       | NSA-Untersuchungsausschuss So ein Ausschuss hat’s in sich | 02:21           |
| 07.05.2014       | Telefonmarketing Telefonmarketing ist nicht jedermanns Sache | 02:39           |
| 30.04.2014       | Weltrettung Heute gibt es ein paar Tipps zur Weltrettung. | 02:38           |
| 23.04.2014       | Die EU Verordnungen, Vorschriften und Gesetze… | 02:12           |
| 16.04.2014       | Osterfrühstück Was macht denn mehr Spaß, als ein ausgiebiges Osterfrühstück mit der Familie?                                                                              | 02:28           |
| 09.04.2014       | Europawahl Wie Frau Merkel die Wahl gewinnen will… | 02:10           |
| 02.04.2014       | Die Aufklärung …über die allseits bekannten Meetings. | 02:25           |
| 26.03.2014       | Hotelfrühstück Wie es im Hotel beim Frühstück wirklich abläuft… | 02:07           |
| 19.03.2014       | Freihandelsabkommen Ein paar positive Gedanken zum Freihandelsabkommen können doch nicht schaden.                                                                         | 02:35           |
| 12.03.2014       | Das Internet Das Internet beschäftigt heute den Kabarettisten. | 01:59           |
| 05.03.2014       | Die Ukraine Über die Entwicklung in der Ukraine macht sich unser Tagebuchschreiber so seine Gedanken…                                                                     | 02:14           |
| 26.02.2014       | Buchkritik So eine Buchkritik muss wohl überlegt sein! | 02:25           |
| 19.02.2014       | Staatsaffäre So mancher macht sich Gedanken zur Staatsaffäre. | 02:29           |
| 12.02.2014       | Steuerei So viel Schwarzgeld - damit könnte einiges im Staat saniert, gebaut und finanziert werden.                                                                       | 02:08           |
| 05.02.2014       | Kabarettabend Nichts ist schöner als ein entspannter Abend im Kabarett.                                                                                                   | 02:38           |
| 29.01.2014       | Arbeiten im 21. Jahrhundert Die Arbeit im 21. Jahrhundert ist heute einen Eintrag ins Tagebuch wert.                                                                      | 02:36           |
| 22.01.2014       | ADAC Der gelbe Engel ist gefallen und zwar kräftig auf die Nase… | 02:17           |
| 15.01.2014       | Bundeswehrreform Eine Reform muss her! | 02:16           |
| 08.01.2014       | Migration Ein heißes Thema 2014 - Migration. | 02:34           |